# Simone Créantor
Simone Créantor, née le 2 juin 1948 à Grand-Bourg (Guadeloupe) et morte le 16 janvier 2020 à Montreuil, est une athlète française, spécialiste du lancer du poids.

## Biographie
Ancienne professeur d'EPS au collège Colonel Fabien à Montreuil.
Simone Créantor remporte treize titres de championne de France du lancer du poids, cinq en plein air et huit en salle.
Elle remporte la médaille d'argent lors des Jeux méditerranéens de 1983, et de 1987. 
Son record personnel, établi en 1984, est de 17,45 m.

## Palmarès

### International
| Date | Compétition         | Lieu       | Résultat | Performance |
| ---- | ------------------- | ---------- | -------- | ----------- |
| 1983 | Jeux méditerranéens | Casablanca | 2e       | 16,36 m     |
| 1987 | Jeux méditerranéens | Lattaquié  | 2e       | 15,83 m     |

### National
- Championnats de France d'athlétisme :
  - vainqueur du lancer du poids en 1972, 1981, 1985, 1986 et 1987
- Championnats de France d'athlétisme en salle :
  - vainqueur du lancer du poids en 1972, 1975, 1977, 1979, 1983, 1984, 1985 et 1986

## Records
| Épreuve         | Performance | Lieu | Date |
| --------------- | ----------- | ---- | ---- |
| Lancer du poids | 17,45 m     |      | 1984 |